# IBEX

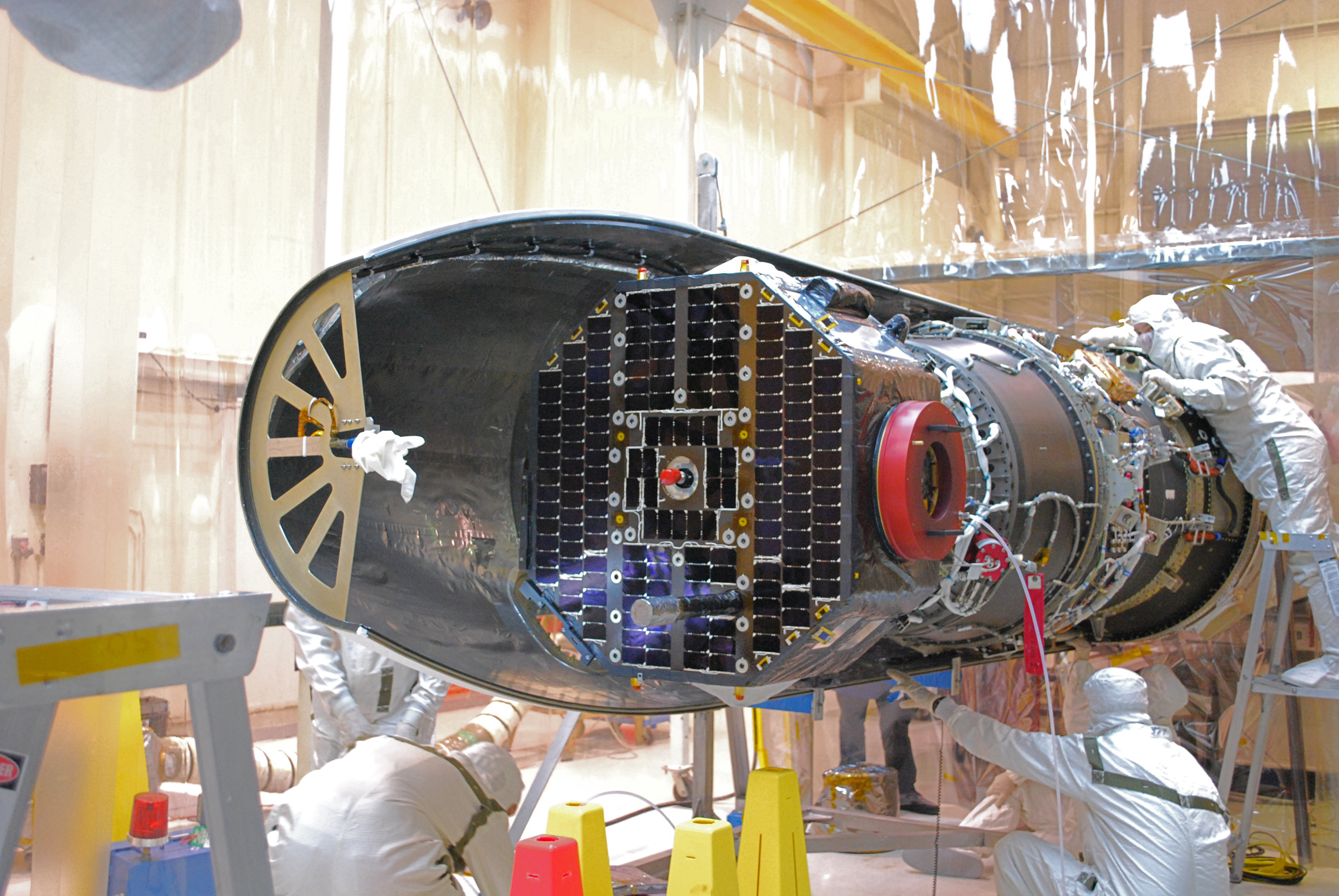
Az IBEX beszerelése a Pegasus XL rakéta orrkúpjába, a tisztaszobában. A rakéta eleje felé a napelemekkel borított oldal néz, a műhold későbbi forgástengelye megfelel a rakéta hossztengelyének.

Az IBEX (Interstellar Boundary Explorer, azaz Csillagközi Határfelfedező) műhold, melyet az Egyesült Államokban építettek a NASA Small Explorer Programja keretében, a napszél és a csillagközi gáz közötti határvonal feltérképezésére. A Föld közelében a napszél beleütközik a csillagközi gázba, amely egy lökéshullámfrontot képez, az IBEX műszerei ennek hőmérsékletét mérik.

## A küldetés célja
Az IBEX az első olyan küldetés, ami a Naprendszer és a csillagközi űr találkozási felületét vizsgálja. A helioszférának nevezett „buborék” a teljes Naprendszert tartalmazza, és mintegy védőréteget képez a csillagközi űrből érkező, az élővilágra káros kozmikus sugárzással szemben.

## Műszerek
Két, nagyméretű, egyetlen pixelből álló „kamera”, amik a nagy energiájú semleges atomok tulajdonságait mérik. Az egyik érzékelő a 10 eV … 2 keV tartományban (IBEX-Lo) dolgozik (ez mintegy 160 000 km/órás sebességgel haladó atomokat jelent), a másik a 300 eV …6 keV tartományban (IBEX-Hi), mintegy 58 millió km/órás sebességgel haladó atomok tulajdonságait méri.
A műszerek rögzítik a mért részecske tömegét, energiáját, irányát, ahonnan érkezett és a mérés idejét. Az adatok alapján el lehet készíteni a Naprendszer energiatérképét, ami a mért energiákat, a részecskék darabszámát és az irányokat mutatja.

## Pálya
Az IBEX lényegében a Föld körül kering egy igen elnyújtott pályán, ami a tervek szerint a Hold távolságának 85%-áig ér el. Az űrszonda a tengelye körül percenként négy fordulatot tesz meg, a forgástengelye állandóan a Nap felé néz, így a műhold ezen oldalán vannak a napelemek. Oldalában, egymással ellentétes irányba nézve építették be a két érzékelőt, ezek a forgásnak köszönhetően mindig az égbolt egy körszeletét pásztázzák.
Pályára állását viszonylag kis költségű felbocsátással oldották meg. A Kwajalein-atollról (Marshall-szigetek, Csendes-óceán) indult módosított L-1011 típusú repülőgép vitte fel a sűrű légkör határáig (13 km-es magasságba), ahonnan egy Pegasus XL rakéta emelte mintegy 225 km-es Föld körüli pályára. Végleges pályáját innen a saját rakétája többszöri, rövid ideig tartó, de megfelelő pillanatban végzett begyújtásával, valamint a Hold gravitációjának segítségével érte el.
A 325 000 km-es legnagyobb pályamagasság (ez a Holdpálya sugarának öthatoda) elegendő ahhoz, hogy a műhold kikerüljön a Föld mágneses burkából (ami megzavarhatná a méréseket).

## Kommunikáció a Földdel
Az IBEX a kialakuló pályától függően 5-8 naponként kerüli meg a Földet. Minden keringés alatt van egy szakasz, amikor a műhold a Föld magnetoszférájában halad. Mivel ez az időszak nem alkalmas a mérések elvégzésére, ezért ekkor küld adatokat a Föld felé. A Föld forgása következtében a műhold a Földhöz képest állandó mozgásban van, ezért a jeleket több állomás veszi, amelyek először az „IBEX  Mission Control Center”-be (Dulles, Virginia állam, USA), majd az „IBEX Science Operations Center”-be (San Antonio, Texas állam, USA) érkeznek meg.
A kommunikáció sebessége 320 000 bit/sec a műhold felől, a Föld pedig 2000 bit/sec sebességgel tud adni a műhold felé. Az IBEX-nek azonban nincs szüksége ennél nagyobb sebességű összeköttetésre, mivel a továbbítandó adatmennyiség sem túl nagy.

## A küldetés története
A 2008. október 19-ei start után a szonda a végleges pályamagasságot 2008. november 13-ára érte el, ekkor aktiválták a berendezések nagy részét, valamint a műszereket. Ezek beszabályozása után 2008 decemberében indult a két-hároméves tudományos program, melynek során körülbelül félévente tapogatják le a teljes égboltot.
A műhold az első tudományos adatokat 2009 januárjában küldte, a teljes éggömb egy vékony sávjáról. Mivel a hold forgástengelye, mely körül forogva az éggömböt letapogatja, folyamatosan a Nap felé néz, így egy teljes éggömbnyi képet félévente tud a Földre küldeni, az első teljes éggömbkép 2009 nyarára készült el.

## Lásd még
- Naprendszer

## Külső hivatkozások
- IBEX hivatalos honlap, NASA Archiválva 2019. október 4-i dátummal a Wayback Machine-ben
- IBEX FAQ a NASA oldalán Archiválva 2016. március 9-i dátummal a Wayback Machine-ben
- Frey, Sándor: Elindult az IBEX. Űrvilág.hu, 2008. október 20. (Hozzáférés: 2008. október 23.)
- Kereszturi, Ákos: A Naprendszer peremén járunk. [Origo] Világűr, 2008. november 6. (Hozzáférés: 2008. november 6.)